# Vicente Mata
Vicente Mata Herrera  es un futbolista mexicano retirado que jugaba en la posición de delantero. Jugó para La Piedad en Segunda División y para el Club Deportivo Guadalajara y Unión de Curtidores en Primera División.
En la temporada 1970-71 jugó en la Segunda División con La Piedad, donde quedó campeón de goleo.
En junio de 1971 se confirma su llegada al Club Deportivo Guadalajara para competir en la temporada 1971-72 de la Primera División, convirtiéndose así en el primer jugador en ser comprado a otra institución en más de diez años. En la institución rojiblanca usaría el número 9, y logró ser el máximo goleador del equipo en sus primeras dos temporadas.
En la temporada 1973-74 fue fracturado por Francisco Barba en un encuentro contra el Club Jalisco, llevado a cabo el 22 de diciembre de 1973. Regresaría a las canchas hasta noviembre de 1974, perdiendo la titularidad ante Raúl Gómez, lo que llevó a que fuera puesto transferible en agosto de 1975,  sin embargo permaneció una temporada más en el primer equipo.
Para 1977 pasa a jugar con el Club Deportivo Tapatío filial del Guadalajara en Segunda División y finalmente llega al Unión de Curtidores en la temporada 1978-79, retirándose al final de ésta.

## Equipos
- 1970-71 La Piedad
- 1971-77 Guadalajara
- 1977-78 Tapatío
- 1978-79 Curtidores